# NS-2012
El NS-2012 (Neumático Santiago 2012) es el séptimo modelo de tren del Metro de Santiago. Diseñado y construido por CAF en España, siendo el sexto modelo en ocupar rodadura neumática. En total son 14 trenes formados de nueve coches cada uno. Circulan por la Línea 1 de la red del ferrocarril metropolitano de Santiago. Está basado en el modelo NS-2007.

## Historia
La fabricación de estos trenes fue encargada por Metro de Santiago para reforzar su servicio ante el aumento de pasajeros producto del Transantiago. Para ello celebró un nuevo contrato con la española CAF, quien ya había construido los trenes NS-2007. Esta nueva adquisición contaría con aire acondicionado, siendo el primer modelo de tren en incorporarlo de fábrica.
La primera unidad entró en operación en septiembre de 2012, tras un largo viaje desde el puerto de Bilbao. Las restantes fueron ingresando de manera paulatina hasta octubre de 2013.
Al igual que sus antecesores, estos trenes no contaban con pilotaje automático. Para ello Metro durante 2016 dispuso de la instalación del sistema CBTC en todos estos trenes.

## Datos técnicos
- Ancho de vía ruedas de seguridad: 1435 mm.
- Voltaje utilizado por el tren: 750 VCC.
- Sistema de tracción: Motores asíncronos de corriente alterna protegidos electrónicamente contra descargas y variaciones.
- Sistema de Ventilación: Aire acondicionado.
- Fabricante: Construcciones y Auxiliar de Ferrocarriles.
- Procedencia:  España.
- Año de construcción: Desde 2012 (N2116) al 2013 (N2129)
- Series Motrices: M0231 al M0258
- Interiores: Asientos color rojo y acabados interiores en blanco crema.
- Pintura de la carrocería: Blanca con franjas rojas.
- Monocoup:  Advertidor sonoro electrónico.
- Largo del coche M: 15,76 m.
- Largo de los coches N, NP y R: 14,88 m.
- Formaciones posibles: 9 coches M+R+N+NP+R+N+N+R+M (135,68 m)

En donde:
- M: Coche motor con cabina de conductor.
- N: Coche motor.
- NP: Coche motor con equipo de pilotaje automático.
- R: Coche remolque.